# 코드플렉스
코드플렉스(CodePlex)는 마이크로소프트의 포지 웹사이트였다. 활성화된 동안 오픈 소스 소프트웨어의 공유 개발이 허용되었다. 기능에는 위키 페이지, 머큐리얼, TFVC, 서브버전 또는 깃 기반 소스 관리, 토론 포럼, 문제 추적, 프로젝트 태그 지정, RSS 지원, 통계 및 릴리스가 포함되었다.
코드플렉스는 한때 SQL 서버, WPF 및 윈도우 폼 관련 프로젝트를 포함한 다양한 프로젝트를 포괄했지만 주요 활동은 닷넷 프레임워크(ASP.NET 포함) 및 셰어포인트에 중점을 두었다. 코드플렉스 내에서 탄생한 가장 눈에 띄고 널리 사용되는 프로젝트인 AJAX 컨트롤 툴킷은 커뮤니티와 마이크로소프트 간의 공동 프로젝트이다.